# Renault 4
De Renault 4 of R4 is een auto die tussen 1961 en 1994 werd geproduceerd door de Franse autoproducent Renault. Het is de eerste voorwielaangedreven personenauto van Renault.
In Frankrijk spreekt men van de 4L (uitgesproken als "Quatrelle" of "Quatre ailes", dat 'vier vleugels' betekent).

## Geschiedenis
In 1948 kwam Renaults grote concurrent Citroën met de 2CV op de markt. Renault moest hierop reageren, maar kon ondertussen ook mooi de sterke en zwakke kanten van de 2CV bestuderen. In het voorjaar van 1956 startte Renault-directeur Pierre Dreyfus een project voor een auto die groter zou zijn dan de 2CV en die bovendien meer geschikt zou zijn voor gebruik in de stad. De nieuwe auto moest de achterwielaangedreven Renault 4CV gaan opvolgen. Hij moest geschikt zijn voor iedereen: een familie-auto, een auto voor vrouwen, voor boeren, voor in de stad.
Pas in 1961 werd de Renault 4 gepresenteerd op de Salon de l’Automobile in Parijs, in de Luxe (L) versie, vandaar de in Frankrijk gangbare naam 4L.
De eerste versies beschikten over de 750cc-motor van de Renault 4CV en een nieuw ontwikkelde drie-versnellingsbak, waarvan de eerste versnelling niet gesynchroniseerd was. Met deze versnellingsbak liep de Renault 4 achter op de inmiddels al dertien jaar oude Citroën 2CV, die over vier in plaats van drie versnellingen beschikte.
De R4-carrosserie was geschroefd op een chassis, terwijl zijn voorganger, de 4CV, al over een zelfdragende carrosserie beschikte. Het chassis liep de kans te verbuigen als de (stevigheid gevende) carrosserie werd verwijderd; toch leverde deze constructie Renault voordeel op: op hetzelfde R4-chassis kon Renault later ook de Renault 6 assembleren.
De R4 beschikte over onafhankelijke wielophanging op alle vier wielen, alle voorzien van vering door middel van torsiestaven. De wielbasis is links 4 cm korter dan rechts, waardoor de torsiestaafvering achter heel eenvoudig kon worden uitgevoerd, zonder invloed te hebben op de besturing van de auto. Het rijgedrag van een Renault 4 wordt als heel comfortabel ervaren, comfortabeler dan sommige moderne auto’s. Dit komt mede door de soepele torsiestaafvering.

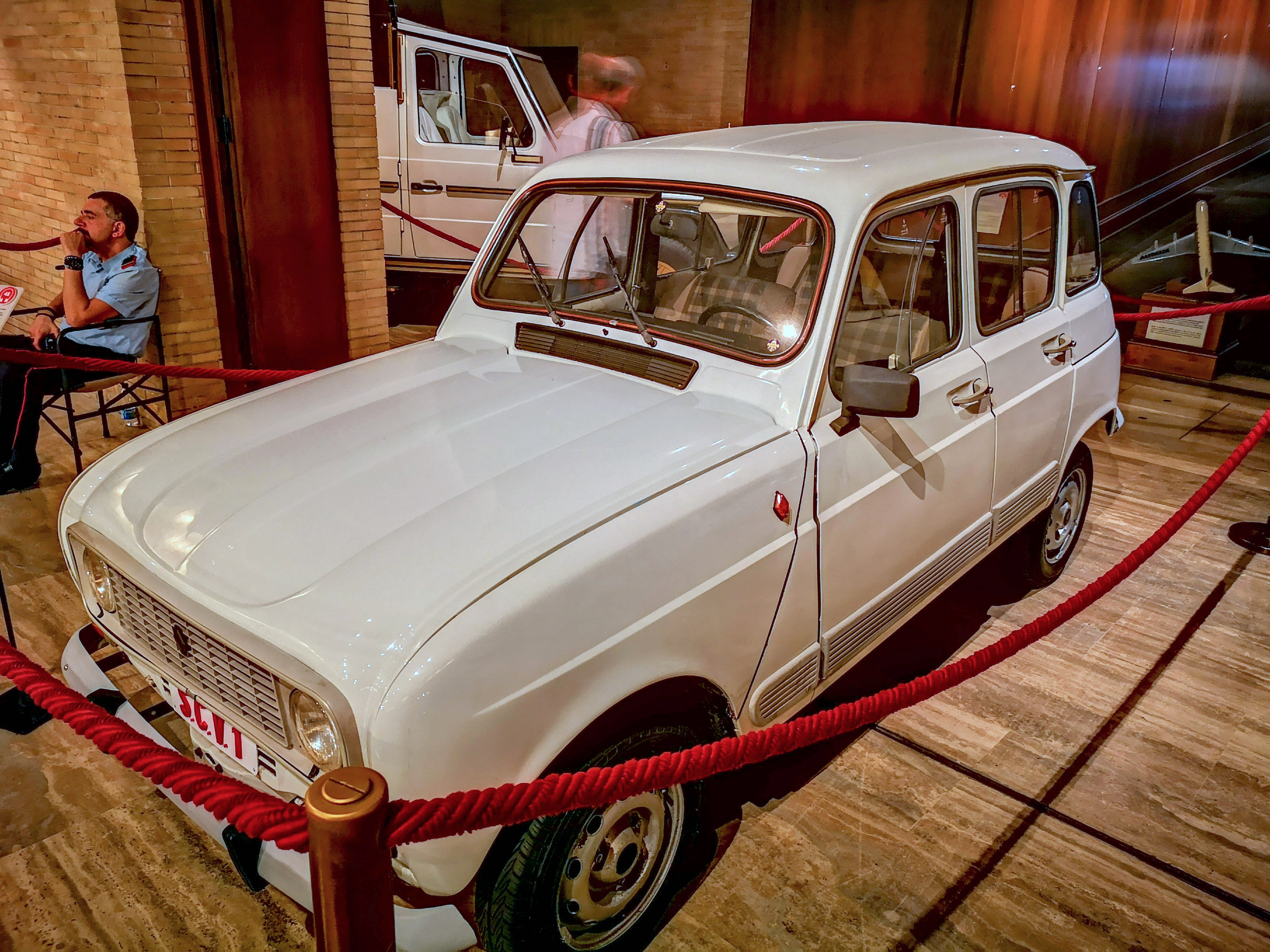
Paus Franciscus' Renault 4

Tijdens de productie van de R4 werd het model door velen als een stationwagen beschouwd, maar achteraf gezien is het wellicht beter om het een van de eerste hatchbacks te noemen. De R4 was niet de eerste auto met een geheel bovenaan scharnierende achterklep: onder andere de Citroën Traction Avant introduceerde de lange achterklep al in 1954.
De R4 kreeg tot op heden niet de cultstatus die de Citroën 2CV wel heeft, waarschijnlijk doordat die de succesvolste Franse auto aller tijden was. De auto was zo algemeen, dat het conserveren of cultiveren van de auto simpelweg niet werd gedaan. Pas de laatste jaren neemt de cultstatus van de R4 toe. In Nederland was de R4 te koop tot in 1986, maar de productie ging in onder andere Slovenië bij Revoz door tot in 1993. Er werden in totaal meer dan acht miljoen Renaults 4 geproduceerd.

## Design

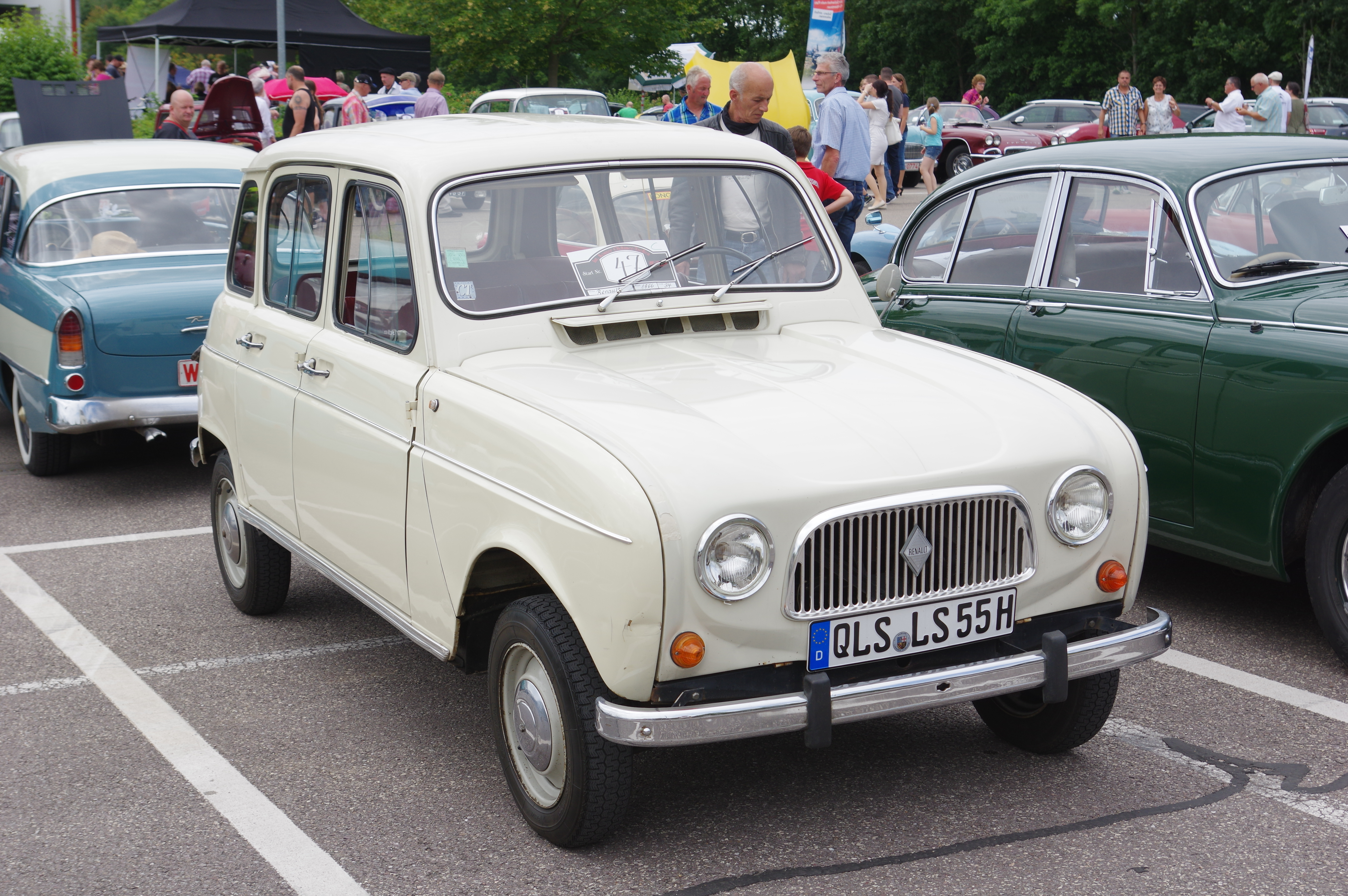
Renault 4 uit de beginjaren

Ondanks zijn lange productietijd werd er weinig veranderd aan het uiterlijk van de Renault 4. In 1967 werd de verchroomde “harp”-grille vervangen door een aluminium grille met een uit het midden geplaatst Renault-logo.
De watergekoelde viercilindermotoren waren behoorlijk groter dan de 425 cc van de 2CV. De eerste motor, overgenomen uit de Renault 4CV, had een cilinderinhoud van 747 cc, die voor het modeljaar 1972 werd vergroot tot 782 cc. Vanaf 1963 werd de exportversie geleverd met een motorinhoud van 845 cc. In Frankrijk werd deze motor tegen meerprijs geleverd; de 782 cc-motor werd pas in het modeljaar 1983 geschrapt. Vanaf het modeljaar 1978 werd ook een versie met een 1108 cc-motor in het programma opgenomen (R4 GTL). Een kleinere versie, met 956 cc, verving vanaf 1986 de 845 cc-versie.
Chroom onderdelen verdwenen langzaam van alle modellen en de aluminiumgrille werd vervangen door een grille van kunststof. In dertig jaar zijn slechts drie verschillende types dashboard gebruikt; alle eenvoudig van ontwerp. Veranderingen aan het plaatwerk waren er nauwelijks: de motorkap werd ietsje veranderd op versies met de 1108 cc-motor, en de bovenste deurscharnieren werden in 1982 van buiten naar binnen verplaatst, terwijl ook de scharnieren van de achterklep werden verkleind. De aanvankelijk wat tengere bumpers hadden vanaf 1967 hun definitieve vorm.
Gedurende zijn leven bleef de Renault 4 een zeer eenvoudige auto en werd er weinig moeite gedaan om de auto minder spartaans te maken. Ondanks zijn eenvoudige ontwerp had de Renault 4 toch heel comfortabele rijeigenschappen, als gevolg van de goed ontworpen wielophanging, en een aangenaam interieur met comfortabele stoelen, een krachtige verwarming en effectieve ventilatie. De schuiframen gaven de R4 voor sommige rijders extra karakter, voor anderen was het juist een teken van een verouderd ontwerp.
De schakelpook onderscheidt de Renault 4 van andere auto’s, omdat deze niet op de vloer, maar in het dashboard zit. Het ontwerp was afgekeken van de Citroën 2CV, en het resultaat was een vlakke vloer, met meer ruimte. De pook ging door het dashboard, over de motor en de radiateur naar de versnellingsbak, voor in de motorruimte. Zoals vaker met een afwijkend ontwerp, werd ook de versnellingspook bekritiseerd door journalisten, al was de pook gemakkelijk te hanteren.
Ondanks het grote succes van de Renault 4 (of misschien wel als gevolg hiervan) investeerde Renault veel in de ontwikkeling van kleine auto’s. De Renault 6 en de Renault 5 werden ontworpen terwijl de Renault 4 nog erg goed verkocht. Indertijd vonden sommigen dat Renault hiermee zijn eigen glazen ingooide, maar de Renault 5 was een heel ander type auto. Daarmee was de Renault 4 een brug tussen de kleine auto’s (2CV, Mini Cooper) en de sportieve driedeursauto (Renault 5, later ook Peugeot 205).

## Varianten
Van de Renault 4 verschenen vele speciale edities. Sommige (zoals de Safari, Sixties en Jogging) werden verkocht met speciale kleurschema’s, afwijkende interieurbekleding en andere details, terwijl andere (Savane en Clan) niets anders waren dan een standaardmodel met wat extra stickers.
Naast voornoemde oefeningen in marketing verschenen ook nog serieuze speciale modellen, zoals de Sinpar 4×4, de Plein Air, de Teilhol (een pick-up), lpg-versies en zelfs elektrische versies.

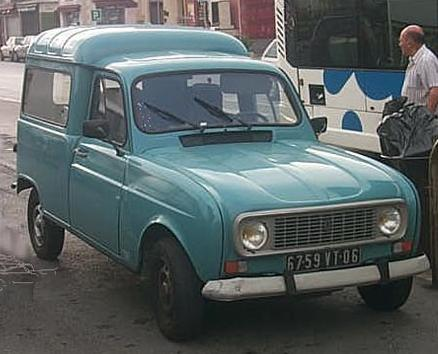
Renault 4 bestel (Fourgonnette)

De bekendste variant van de R4 was de Fourgonnette: de R4-bestel. Voor velen is dit de typische Franse "boulangerie"-auto, en vaak is dit ook de auto waar mensen aan denken bij het horen van de Renault 4. De Fourgonnette verscheen in twee uitvoeringen, de F4 en de F6, waarvan de laatste de grootste was. Deze werd ook verkocht als combi met een tweepersoonsachterbank, die geheel ingeklapt kon worden zodat een vlakke laadvloer ontstond. De bestelversie was jarenlang de best verkopende in zijn klasse. In Europa werd hij verkocht tot in 1993, waarna hij werd opgevolgd door de al wat langer verkrijgbare Renault Express, die weer gebaseerd was op de Renault 5.

## Einde van de R4
Vaak wordt gezegd dat regels rondom de uitstoot van uitlaatgassen en de veiligheidswetgeving de Renault 4 de das om hebben gedaan. Toch zou zijn populariteit niet eeuwig hebben geduurd. Achterhaalde productiemethoden, fellere concurrentie en hierboven gegeven redenen zorgden ervoor dat de dagen van de Renault 4 als auto voor de massa sowieso geteld waren.
Sinds begin jaren zeventig bestonden er al plannen om de Renault 4 te vervangen, maar de grote populariteit van de R4, de noodzaak om de Renault 5 te vervangen en de vrees dat met het verdwijnen van de R4 ook de klanten zouden verdwijnen, zorgden ervoor dat pas in 1992 de opvolger van de R4 werd gepresenteerd: de Renault Twingo.
De laatste 1000 Renaults 4 vormden de Bye-Bye-serie, waarbij elke auto werd voorzien van een nummer, dat terugtelde tot 1. Deze serie werd alleen in Frankrijk verkocht.

## Races en rally's

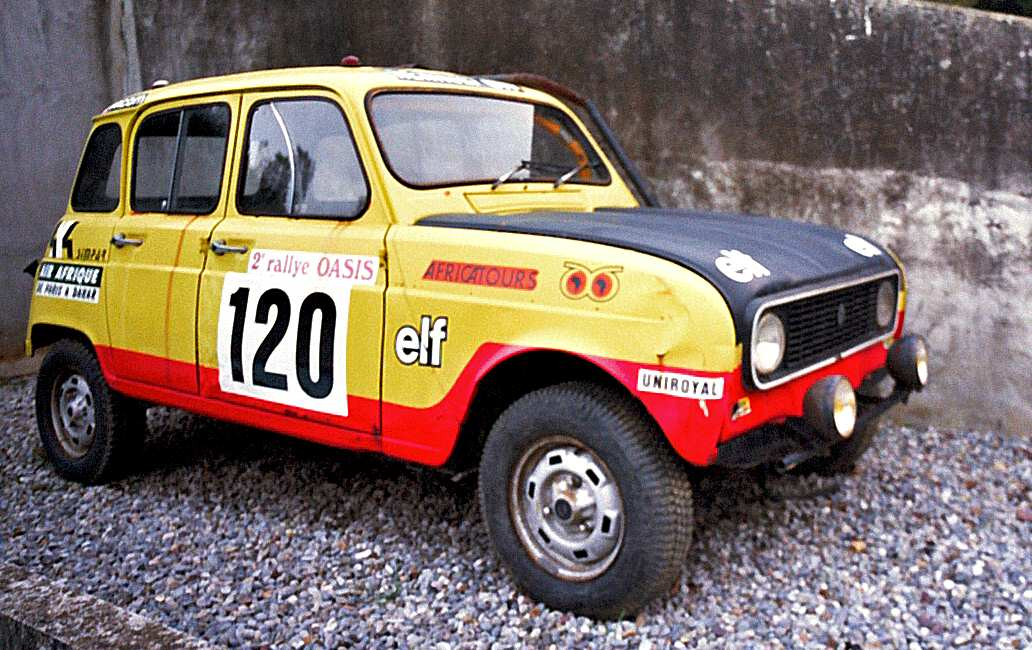
Renault 4 die mee heeft gedaan aan Parijs-Dakar

Oorspronkelijk beschikte de R4 over een 20 pk-motor, en de wielophanging was ook niet berekend op de dynamica van wegwedstrijden. Het was dan ook geen verrassing dat de Renault 4 in 1962 laatste werd in de Rally van Monte-Carlo.
Toch had de auto bepaalde voordelen, zoals voorwielaandrijving, een hoog koppel, een goede ophanging en grote bodemvrijheid, waardoor de auto in feite in elk terrein kon rijden. Renault kon de auto zo ook een sportief image geven, met programma’s als het Route du Monde-programma in 1968 en de Cross Elf Cup van Frankrijk in 1974. Bij het eerste programma kregen jongeren een auto te leen, zodat ze de wereld in konden trekken, wat hielp om de R4 een avontuurlijk en duurzaam imago te geven.
De Coupe de France Renault Cross Elf was een serie races op onverharde banen met enigszins getunede 782 cc-Renaults 4.
In 1979 werd een Renault 4 Sinpar (de 4x4 versie) derde in de Parijs-Dakar rally.
Elk jaar wordt ook de 4L Trophy gereden. Aan deze jaarlijkse rally mag men alleen meedoen met een R4. De race is bedoeld voor studenten tot 28 jaar, die sponsorgelden inzamelen en dan met schoolmaterialen naar de Marokkaanse Sahara rijden om ze daar uit te delen aan schoolgaande kinderen.

### Motor
- vier cilinders in lijn (viertaktmotor) voorin
- vloeistofkoeling (gesloten koelsysteem)
- boring × slag: 58 × 80 mm
- cilinderinhoud: 845 cc
- compressieverhouding: 8:1
- vermogen: 30 SAE-pk bij 4700 tpm, ofwel 27 DIN pk

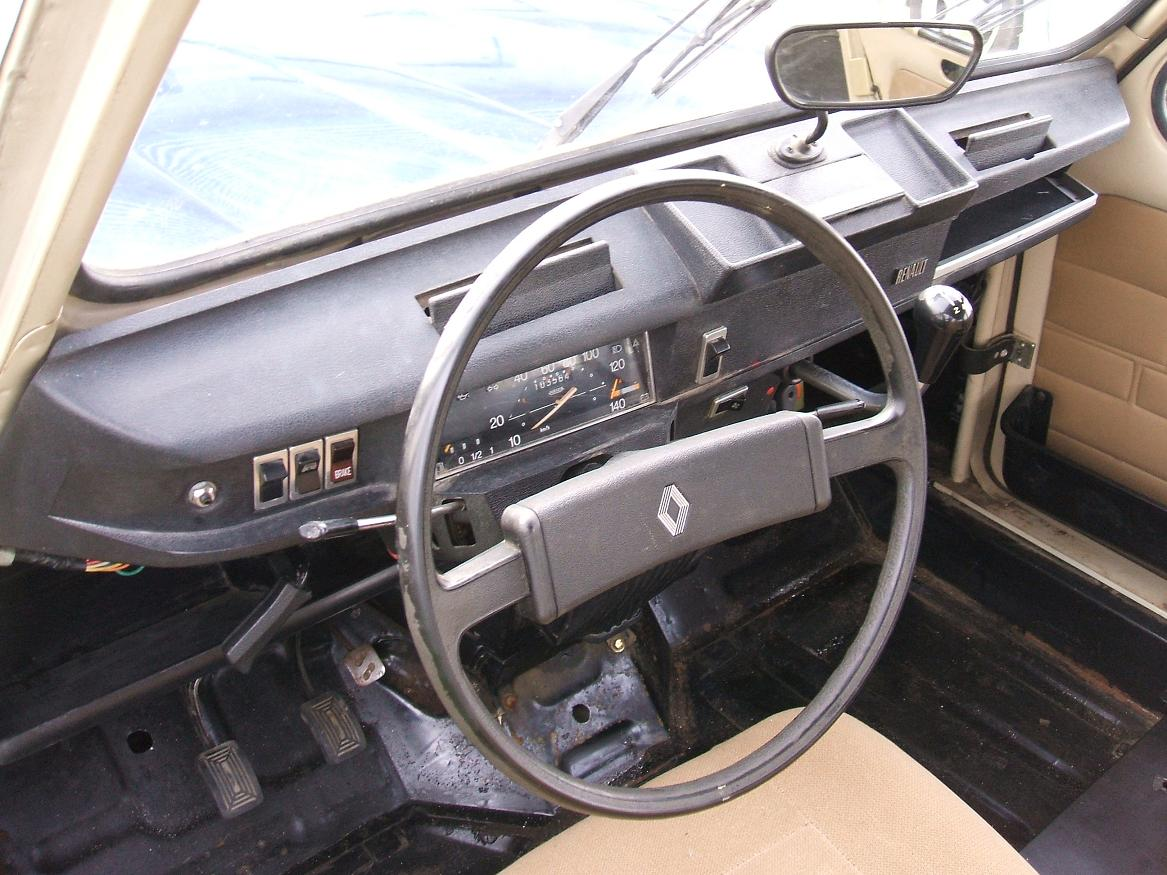
Dashboard met schakelarm

- koppel: 59 Nm bij 2300 tpm
- kopkleppen
- onderliggende nokkenas
- driemaal gelagerde krukas
- mechanische benzinepomp
- één Solex- of Zenithcarburateur

### Transmissie
- plaatkoppeling
- aanvankelijk drie versnellingen vooruit (vanaf 1962 alle synchromesh); vanaf model 1968 vier versnellingen
- schakelarm in het dashboard
- voorwielaandrijving

### Onderstel en wielophanging
- platformchassis
- vering voor en achter onafhankelijk met torsiestaven
- telescoopschokdempers rondom
- trommelremmen rondom, vanaf model 1983 op de GTL-versie voor schijfremmen en alleen achter nog trommelremmen
- handrem op de voorwielen, vanaf 1983 op de achterwielen (GTL)

### Afmetingen
- lengte: 367 cm
- breedte: 149 cm
- hoogte: 155 cm
- wielbasis: links 240 cm, rechts 245 cm
- spoorbreedte: voor 128 cm, achter 124 cm
- draaicirkel: 9,7 m

## Gewicht (massa)
- gewicht (massa): 630 kg
- toelaatbaar gewicht (toelaatbare massa): 990 kg

## Tankinhoud
- tankinhoud: 26 liter, vanaf model 1974 34 liter

## Elektrische installatie
- elektrische installatie: aanvankelijk 6 volt, later 12 volt (vanaf 1971)

### Snelheid en verbruik
- topsnelheid: 120 km/uur
- kruissnelheid: 100 km/uur
- 0–80 km/uur in 14,2 sec.
- gemiddeld verbruik 1:14,5 (6,9l/100 km)

## Overzicht van belangrijke data en wijzigingen
- 1958: Prototype van Renault 3.
- 1961: Presentatie van R3 en R4.

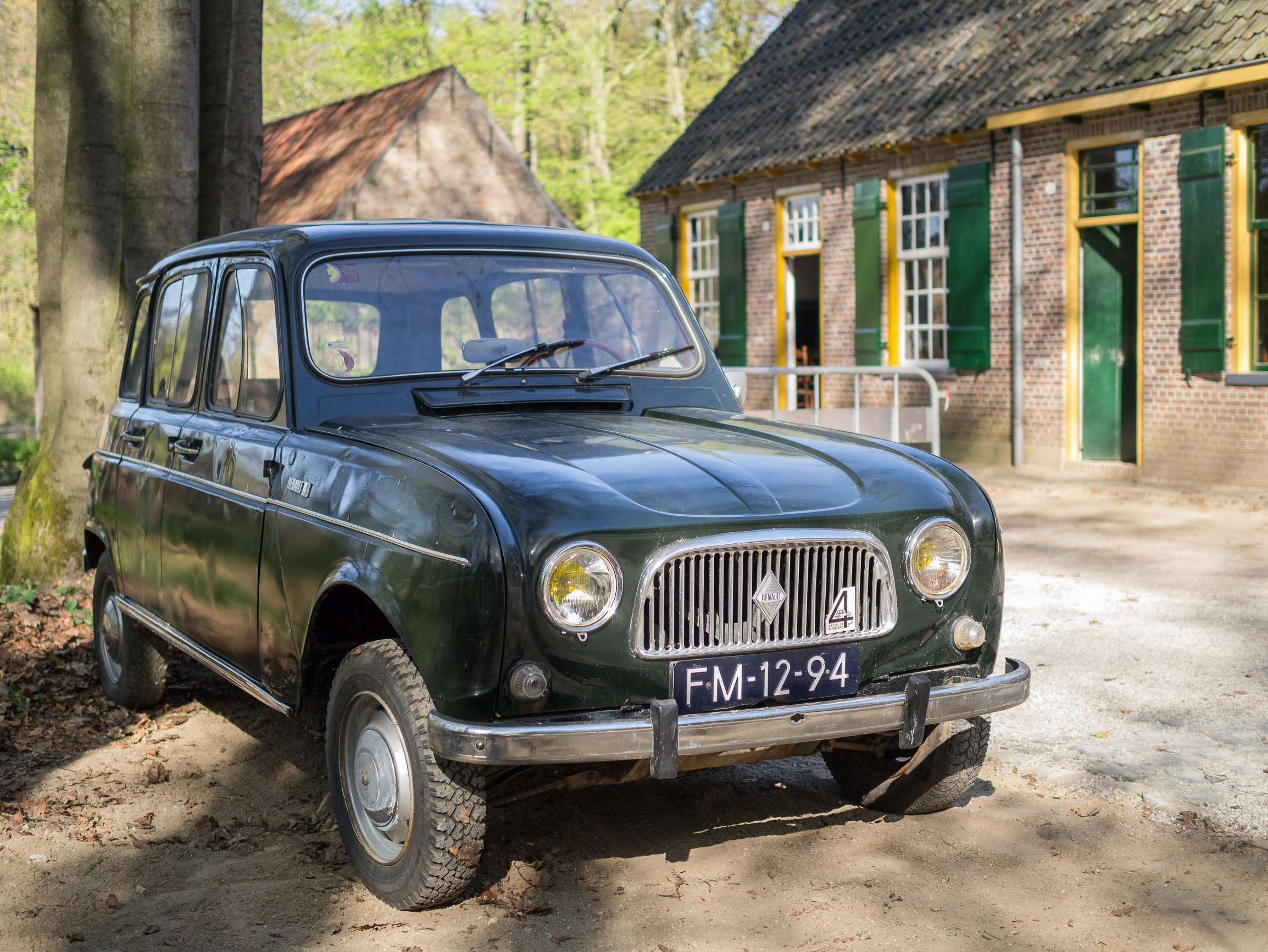
Renault 4 in het openluchtmuseum in Arnhem

- 1964: De Parisienne komt met een gesynchroniseerde 3-versnellingsbak. In de achterdeuren komen schuif- in plaats van klapraampjes. Nieuwe bumpers.
- 1965: Spoorbreedte achter wordt vergroot.
- 1966: De 'R4 Export'-versie krijgt een omklapbare achterbank.
- 1967: Glazen expansievat, nieuw dashboard.
- 1968: Nieuwe bumpers, nieuwe grille, gesynchroniseerde vierbak, naloop gewijzigd.
- 1969: Nieuwe koppeling, wateraflopen vanuit de regengootjes.
- 1970: Bediening van achterklep vereenvoudigd.
- 1971: Overstap naar 12V, en een 34 pk-motor. De rechterdeur krijgt ook een slot en er komt een oliefilter.
- 1972: De parkeerverlichting vervalt, er komen smalle sierstrips op de dorpels.
- 1973: Veiligheidsgordels voor. Nieuw logo.
- 1974: Krijgt dezelfde versnellingsbak als de Renault 5.
- 1975: Plastic grille, grotere tank (34 liter). Accu naar voren.
- 1976: Renault stapt over op wisselstroom en achteruitrijlampen.
- 1978: Introductie van R4 GTL.
- 1982: Nieuw dashboard modeljaar 1983.
- 1985: De productie van de R4 F6 (bestel) wordt gestaakt.
- 1986: Het 25-jarig jubileum van de R4. Frankrijk: introductie R4 TL Savane en R4 GTL Clan. Renault Nederland stopt de import van de Renault 4 voor modeljaar 1987.
- 1988: De productie van de R4 F4 (bestel) wordt gestaakt.
- 1992: De bijna laatste R4 loopt in december van de band; op de voorruit kleeft het nummer 8.135.424. De R4 staat nummer 6 op de ranglijst van meest verkochte auto's ooit. Het is de op een na meest geproduceerde Franse auto aller tijden, na de Peugeot 206. Afscheid model R4: laatste 1.000 onder naam "Bye Bye", voor de Franse markt.
- 1994: De allerlaatste R4 wereldwijd wordt geproduceerd.

## Prijzen
| Model         | Jaar | Prijs in gulden | Prijs in euro |
| ------------- | ---- | --------------- | ------------- |
| R4 Berline    | 1965 | Fl. 3995,00     | (€ 1813,00)   |
| R4 Econoom    | 1965 | Fl. 4150,00     | (€ 1883,00)   |
| R4 Luxe       | 1965 | Fl. 4600,00     | (€ 2087,00)   |
| R4 Export     | 1965 | Fl. 4800,00     | (€ 2178,00)   |
| R4 L          | 1966 | Fl. 4150,00     | (€ 1883,00)   |
| R4 Export     | 1966 | Fl. 4650,00     | (€ 2110,00)   |
| R4 Parisienne | 1966 | Fl. 4800,00     | (€ 2178,00)   |
| R4 L          | 1970 | Fl. 4063,00     | (€ 2089,00)   |
| R4 Export     | 1970 | Fl. 4995,00     | (€ 2267,00)   |
| R4 Luxe       | 1973 | Fl. 6130,00     | (€ 2782,00)   |
| R4 Export     | 1973 | Fl. 6520,00     | (€ 2959,00)   |
| R4            | 1980 | Fl. 10.250,00   | (€ 4651,00)   |
| R4 TL         | 1980 | Fl. 11.150,00   | (€ 5060,00)   |
| R4 GTL        | 1980 | Fl. 11.850,00   | (€ 5377,00)   |